# Bitka za Šibenik 1378.
Bitka za Šibenik 1378. godine odvila se u sklopu ratova Hrvatskog Kraljevstva s Mletačkom Republikom, ali i u sklopu Četvrtog mletačko-đenoveškog rata, znanog kao Rata za Chioggu. 
28. listopada 1378. Mlečani su snažnom flotom napale Šibenik, koji je bio dijelom hrvatsko-ugarske države kojom je kraljevao Ludovik I. Anžuvinac. Flota s 36 galija predvođena admiralom Vettoreom Pisanijem uplovila je u šibensku luku, demonstrirajući silu te se dio borbi prenosi i na gradske ulice. Navodno je moćna plemićka šibenska obitelj Dragojević koja je skinula lance na ulazu u kanal sv. Ante i omogućila mletačkoj mornarici ulazak u šibensku luku. No, usprkos blokadi i što su bili okruženi, Šibenčani, u kojem su se također uključili žene i djeca, su se usprotivili predaji uz riječi "Predaja nam treba biti nametnuta mačem, a ne riječima!". Mlečani su se zatim iskrcali pod gradskim zidinama. Odlučili su udariti u središte grada. Tako se najžešća bitka zbila na mjestu današnje katedrale. Tu su borbe kratko potrajale. Mletačke snage probile su šibensku obranu, srušile i zapalile grad. Grad su strahovito razorili. U paleži koje su Mlečani napravili izgorjele su mnoge javne zgrade, cjelokupni gradski arhiv s najstarijim dokumentima, te prvi povijesno poznati gradski statut. Preostale Šibenčane koji su se našli u gradu Mlečani su pobili. Spasio se je tek dio Šibenčana koji se je sklonio u tvrđavu sv. Mihovila. U nju se sklonio i šibenski biskup, kojeg su Mlečani također htjeli ubiti. Mlečani ju nisu uspjeli osvojiti do kraja bitke.
Budući kako kralj Ugarsko-Hrvatskog Kraljevstva nije raspolagao flotom kojom bi se mogao suprotstaviti mletačkoj, poziva svoje saveznike Đenovežane da svojim brodovima osiguraju prevlast na Jadranu i ako bude moguće ugroze samu Veneciju.
Nakon poraza Mletačke Republike u ratu s Ludovikom I. Anžuvincem i potpisivanja mira u Zadru 1358., Šibenik je došao pod anžuvinsku vlast. Od 1390. zajedno s ostalim gradovima Dalmacije, osim Zadra, priznavao je vlast bosanskoga kralja Tvrtka I. Kotromanića. Zatim ga je, kao i cijelu Dalmaciju, kralj Ladislav prodao Mlečanima za 100 tisuća dukata. Čim su čuli za prodaju, Šibenčani su počeli pripreme za obranu obnavljajući zidine grada. Iste godine Mlečani stižu pred Šibenik i traže predaju. Grad odbija ultimatum pa su pune tri godine odolijevali mletačkim napadima. Potkraj listopada 1412., iscrpljen opsadom, grad je prisiljen obustaviti otpor i priznati vlast Venecije.